# 1998年長野オリンピックのベルギー選手団
1998年長野オリンピックのベルギー選手団（1998ねんながのオリンピックのベルギーせんしゅだん）は、1998年2月7日から2月22日まで、日本の長野県長野市を中心とする地域を会場として開催された1998年長野オリンピックのベルギー選手団、およびその競技結果。

## 概要
今大会は、スピードスケート男子5000mでバート・フェルトカンプが銅メダル1個を獲得した。ベルギー選手が冬季オリンピックでメダルを獲得したのは、1948年サンモリッツオリンピックのフィギュアスケートおよびボブスレーで金メダルと銅メダルを獲得して以来、50年ぶりであった。

## メダル
| メダル | 選手名                 | 競技             | 種目      |
| ------ | ---------------------- | ---------------- | --------- |
| 銅     | バート・フェルトカンプ | スピードスケート | 男子5000m |